# Маркуш Барбейру
Маркуш Барбейру (порт. Marcos Barbeiro, нар. 29 липня 1995, Агуа-Гранде) — футболіст Сан-Томе і Принсіпі, півзахисник  клубу «Маритімо Б» та національної збірної Сан-Томе і Принсіпі.

## Клубна кар'єра
У сезоні 2013/14 років виступав у складі клубу «Спортінг» (Лісабон) U-19. У складі «Марітіму» дебютував 17 серпня 2014 року в матчі Сегунда-Ліги сезону 2014/15 років проти «Портімоненсі».У складі «Марітіму Б» провів два сезони, взявши участь у 51 матчі чемпіонату.  Більшість часу, проведеного у складі «Марітіму Б» був основним гравцем команди. За першу команду клубу наразі провів 4 поєдинки.

## Виступи за збірну
Дебютував у складі національної збірної Сан-Томе і Принсіпі 4 червня 2016 року в матчі кваліфікації Кубку африканських націй 2017 року проти Кабо-Верде. Наразі провів у формі головної команди країни 2 матчі.